# Кіпен Олександр Абрамович
Олександр Абрамович Кіпе́н (рос. Александр Абрамович Кипен; нар. 20 лютого 1870, Мелітополь — пом. 30 жовтня 1938, Одеса) — російський і радянський вчений і педагог в області виноградарства, доктор сільськогосподарських наук, професор з 1919 року, письменник, перекладач, художник-любитель і колекціонер живопису, засновник Художнього товариства імені К. К. Костанді.

## Біографія
Народився 8 (20) лютого 1870 року в місті Мелітополі Таврійської губернії Російської імперії (тепер Запорізької області України). 1895 року закінчив Вищу національну агрономічну школу у місті Монпельє (Франція). Працював на практичній роботі в виноробних господарствах Кутаїської губернії і Бессарабії. З 1908 року викладач виноградарства Вищих сільськогосподарських курсів у Санкт-Петербурзі, лектор сільськогосподарського музею Міністерства землеробства, з 1919 року — професор заснованої ним кафедри виноградарства Одеського сільськогосподарського інституту, одночасно фахівець з виноградарства Одеського губземвідділу, а з 1932 року — член Укрвинробправління.
Помер в Одесі 30 жовтня 1938 року. Похований в Одесі на 17-й дільниці Другого Християнського цвинтаря.

## Наукова діяльність
Основні напрямки наукової діяльності:
- розробка теорії і практики щеплення винограду, агротехніки вирощування його в середній Бессарабії і на півдні України;
- інтродукція кращих сортів, пропаганда щепленого виноградарства, боротьба з фальсифікацією вин.

Автор ряду монографій, навчальних посібників і понад 200 статей. Серед них:
- Винодельческий кризис в Бессарабии (доклад). — Тр. съезда виноградарей и виноделов в Одессе (9—15 февр. 1903 г.). Одесса, 1903, т. 2;
- Основы рационального виноградарства в средней Бессарабии. — СПБ, 1908;
- Прививка винограда. — Библиотека вестника виноделия, Одесса, 1909, № 2;
- Обрезка винограда. — Одесса, 1910
- Краткое практическое руководство к разведению винограда в степной местности Екатеринославской, Херсонской и Подольской губерний. (СПб., 1912; переклад на їдиш 1913)[3].

## Літературна діяльність
Літературну діяльність розпочав з 1903 року. Перше оповідання «Метеорологічна станція» опубліковане в журналі «Русское багатство». Друкувався головним чином в збірниках і журналах марксистського і народницького напряму («Знання», «Земля», «Освіта», «Сучасний світ», «Вісник Європи»), а також в російсько-єврейських періодичних виданнях («Єврейський світ» та інші). Письменника, як побутописця трудових верств півдня Росії, привертають події, пов'язані з революцією 1905 року: підпали маєтків селянами («Панська життя») і рибного заводу риболовецької артілі в ході боротьби з підприємцем («Бірючий острів»), заворушення серед солдатів («Запасний лафет»), боягузтво і зрада ліберальної інтелігенції («Шпигун»).
У творах виявляється знайомство автора з єврейської життям і побутом. Його документальна повість «В жовтні (1905)» (збірка «Знання», № 11, 1906) — це опис очевидцем «днів свободи» і єврейського погрому в Одесі; вбивств жінок і дітей, яких скидають з балконів; козаків, що стріляють по представниках громадянської міліції і єврейської самооборони; солдат, які обстрілюють з кулеметів і гармат єврейські будинки; загону сіоністів, що захищають честь свого народу. Герой оповідання «Ліверант» («Єврейський світ», 1910) відкидає думку про прийняття християнства для позбавлення від страшного в своїй буденності і безвиході єврейського безправ'я. В оповіданні «Гангрена» письменник бачить вирішення єврейського питання і позбавлення від всіх видів загальноросійського безправ'я в поваленні самодержавства.
Письменник передає колорит південного народного мовлення, в тому числі і змішаного російсько-єврейського. Пейзажі в оповіданнях «На полюванні», «Мга» (про браконьєрство) та інші виявляють вплив І. Тургенєва.